# 天主教凤翔教区
凤翔教区（拉丁文：Dioecesis Fomsiamensis）是天主教在中国陕西省西部所设立的一个教区。

## 历史
相传，天主教已于明末传入凤翔教区所辖各地。
1700年，凤翔府境内已有若干教友聚集点。
1710年，意大利方济各会梅书升神父（后任秦晋教区主教）来凤翔境内传教。
1704年—1714年，凤翔府已有教友2000余人。
1722年，凤翔县城建起教堂。
1844年，陕西中境教区（即西安教区）成立，凤翔府已教友4000余人，教堂超过45处。
1931年，陕西中境教区戴夏德主教将所辖地，按照属地神父所属方济各会会省一分为四教区：西安教区、三原教区、同洲教区、周至教区（辖今周至教区、凤翔教区），报请教廷审批，前三教区获准成立。
1932年，戴夏德主教接纳周至教区非方济各会神父建议，将周至教区一分为二：周至教区（辖今周至县、户县、兴平市、武功县、扶风县、眉县）、凤翔教区（辖今凤翔县、岐山县、千阳县、陇县、太白县、陈仓区、渭滨区、金台区）。前者归国籍司铎管理，后者归国籍方济各会代管，报请教廷审批，同年10月获准成立。
1933年，王道南神父出任凤翔教区首任宗座监牧主教，并任命张希贤神父为副主教。
1942年，圣座提升凤翔教区为宗座代牧区，任命王道南主教为首任宗座代牧主教。同年，由南京总主教余斌主礼祝圣。
1946年，中国教会圣统制建立，王道南代牧主教被任命为凤翔教区首任正权主教。同年，王主教任命高思谦神父为副主教。
1949年，王道南主教因病于汉中总堂逝世。
1950年，教廷任命方济各会神父周维道为凤翔教区第二任正权主教。同年10月于上海由教廷驻华公使黎培理主教主持祝圣。
1980年，周维道主教刑满获释于家养病。期间，祝圣教区李镜峰神父为助理主教，随后李镜峰助理主教即领导教区事务。
1983年，周维道主教谢世。按照教会法典，李镜峰助理主教接任凤翔教区第三任正权主教。
1996年，李镜峰主教祝圣教区张志勇神父为助理主教，协助处理教区事务。

## 历任主教
- 鳳翔府宗座监牧
  - 司铎王道南，方济各会 Fr. Philip Silvester Wang Tao-nan, O.F.M. (后任主教)（1933年10月26日—1942年6月9日）

- 鳳翔府宗座代牧
  - 主教王道南，方济各会 Bishop Philip Silvester Wang Tao-nan, O.F.M. （1942年6月9日－1946年4月11日）

- 鳳翔主教
  - 主教王道南，方济各会 Bishop Philip Silvester Wang Tao-nan, O.F.M. （1946年4月11日－1949年10月4日）
  - 主教周維道，方济各会 Bishop Anthony Zhou Wei-dao, O.F.M. （1950年5月31日－1983年2月14日）（见凤翔教区网站介绍）
  - 主教李镜峰 Bishop Lucas Li Jing-feng （1983年2月14日－2017年11月16日）
  - 主教李会元（2017 - ）

### 主教介绍
- 王道南·思维，方济各会士，1892年3月1日生于山西圪潦沟，1920年10月31日晋升神父，1933年10月26日—1942年6月9日任凤翔府监牧区主教，1942年6月9日－1946年4月11日任凤翔府代牧区主教，1946年4月11日－1949年10月4日任凤翔府教区主教。1949年10月4日去世。

- 周维道·安多尼，方济各会士，1905年5月1日生于陕西扶风大营会热心教友家庭，1930年1月18日晋升神父，1950年5月31日起任凤翔府教区主教，1983年2月14日去世。

- 李镜峰·路加，1922年2月26日生于陕西高陵通远坊热心教友家庭，1947年6月26日晋升神父，1979年由教宗若望·保禄二世委任为凤翔教区助理主教；1980年4月25日由周维道主教祝圣为助理主教。1983年2月14日接任教区第三任主教。

- 张志勇·伯铎，1931年2月26日生于陕西凤翔陈村会，1980年3月1日从周维道主教手中领受司铎圣秩。1996年，李镜峰主教祝圣教区张志勇神父为助理主教。现已荣休，在肖家会养老。

- 李会元·伯铎，1965年11月10日出生,1991年3月19日晋铎。2010年，获教宗本笃十六世委任其为凤翔教区助理主教。2017年李镜峰主教去世后，自动成为正权主教，2020年获北京当局认可，于当年6月22日公开就职。